# 薩沃伊 (麻薩諸塞州)
薩沃伊（英語：Savoy）是一個位於美國麻薩諸塞州伯克夏縣的鎮。

## 人口
根據2020年美國人口普查的數據，薩沃伊的面積為93.30平方千米，當中陸地面積為92.80平方千米，而水域面積為0.50平方千米。當地共有人口645人，而人口密度為每平方千米7人。